# Poya (Burkina Faso)
Pour les articles homonymes, voir Poya (homonymie).
Ne doit pas être confondu avec Poya-Obaga.
Poya est une localité située dans le département de Karangasso-Vigué de la province du Houet dans la région des Hauts-Bassins au Burkina Faso.

## Éducation et santé
Poya accueille un centre de santé et de promotion sociale (CSPS).